# Nycteola crystallites
Nycteola crystallites är en fjärilsart som beskrevs av Edward Meyrick 1902. Nycteola crystallites ingår i släktet Nycteola och familjen trågspinnare. Inga underarter finns listade i Catalogue of Life.